# Décès en juin 1907
Décès
- 1903
- 1904
- 1905
- 1906
- 1907
- 1908
- 1909
- 1910
- 1911

Pour une information complémentaire, voir la page d'aide.

| Date     | Nom                           | Activités                                                                    | Âge   | Source |
| -------- | ----------------------------- | ---------------------------------------------------------------------------- | ----- | ------ |
| 1er juin | Léon Gauchez                  | Marchand d'art, collectionneur, expert, critique d'art et mécène belge.      | 81    |        |
| 1er juin | Philippe Laloge               | Homme politique français.                                                    | 37    |        |
| 1er juin | Richard Mühlfeld              | Clarinettiste allemand.                                                      | 51    |        |
| 2 juin   | Tobias Nißler                 | Homme politique allemand.                                                    | 53    |        |
| 2 juin   | Karl Trübner                  | Éditeur allemand.                                                            | 61    |        |
| 3 juin   | Émile Abraham                 | Dramaturge et journaliste français.                                          | 74    |        |
| 3 juin   | Thomas H. Ruger               | Officier, homme politique et avocat américain.                               | 74    |        |
| 4 juin   | Young Barney Aaron            | Boxeur à mains nues britannique.                                             | 70/71 |        |
| 4 juin   | Agathe Backer Grøndahl        | Pianiste et compositrice norvégienne.                                        | 59    |        |
| 5 juin   | Armand Cassagne               | Peintre, aquarelliste, lithographe et écrivain français.                     | 84    |        |
| 6 juin   | Malcolm McVean                | Footballeur écossais.                                                        | 36    |        |
| 6 juin   | Jean-Baptiste Frédéric Ortoli | Folkloriste et écrivain français.                                            | 45    |        |
| 7 juin   | Alfred Newton                 | Zoologiste et un ornithologue britannique.                                   | 36    |        |
| 7 juin   | Edward Routh                  | Mathématicien britannique.                                                   | 76    |        |
| 10 juin  | Numa Coste                    | Artiste-peintre, critique d'art, journaliste et historien de l'art français. | 63    |        |
| 11 juin  | Clovis Hugues                 | Poète, romancier et homme politique français.                                | 55    |        |
| 11 juin  | Louis Jobard                  | Homme politique français.                                                    | 85    |        |
| 11 juin  | John Tyler Morgan             | Homme politique américain.                                                   | 85    |        |
| 13 juin  | Carl Alfred Müller            | Botaniste allemand.                                                          | 51    |        |
| 14 juin  | Adolf Daens                   | Prêtre catholique et homme politique belge.                                  | 67    |        |
| 14 juin  | William Le Baron Jenney       | Architecte et ingénieur américain.                                           | 74    |        |
| 14 juin  | Giuseppe Pellizza             | Peintre italien.                                                             | 38    |        |
| 14 juin  | Jean Vanhaelen                | Homme politique belge.                                                       | 73    |        |
| 15 juin  | Charles Théodore Deblois      | Graveur français.                                                            | 56    |        |
| 16 juin  | Carl Hummel                   | Peintre paysagiste et aquafortiste allemand.                                 | 85    |        |
| 17 juin  | Sergio Corazzini              | Poète italien.                                                               | 21    |        |
| 17 juin  | Henri Jouan                   | Navigateur, géographe, naturaliste et ethnologue français.                   | 86    |        |
| 17 juin  | Adolphe de Saint-Germain      | Militaire et homme politique français.                                       | 73    |        |
| 18 juin  | André Bresson                 | Ingénieur et explorateur français.                                           | 60    |        |
| 18 juin  | Alphonse Roque-Ferrier        | Philologue et historien français.                                            | 62    |        |
| 19 juin  | Léon Herbo                    | Artiste peintre belge.                                                       | 56    |        |
| 20 juin  | Karl Costenoble               | Sculpteur et homme politique autrichien.                                     | 69    |        |
| 20 juin  | Charles-Célestin Maondé       | premier prêtre noir congolais.                                               | 39/40 |        |
| 21 juin  | Lena Rice                     | Joueuse de tenneis irlandaise.                                               | 41    |        |
| 22 juin  | Louis Roy                     | Artiste peintre et graveur français.                                         | 51    |        |
| 23 juin  | Louis Evesque                 | Homme politique français.                                                    | 51    |        |
| 23 juin  | Carl Klein                    | Minéralogiste et cristallographe allemand.                                   | 64    |        |
| 23 juin  | Emanuel Mendel                | Neurologue et psychiatre prussien.                                           | 67    |        |
| 23 juin  | William Stuart                | Hockeyeur sur glace canadien.                                                | 67    |        |
| 25 juin  | John Hall                     | Homme politique néo-zélandais.                                               | 82    |        |
| 27 juin  | Elizabeth Cary Agassiz        | Naturaliste, professeure d'université et biographe américaine.               | 84    |        |
| 29 juin  | Elisabet Ney                  | Sculptrice américaine.                                                       | 74    |        |